# Бюльман, Альберт
Альберт Бюльман (нем. Albert Bühlmann) (16 мая 1923 года — 16 марта 1994 года) — швейцарский доктор медицины, профессор Цюрихского университета. Известен своими работами в области гипербарической медицины, теории декомпрессии. Разработчик декомпрессионных таблиц, носящих его имя.
Альберт Бюльман начал исследование декомпрессии в конце 1950-х годов. Он разрабатывал декомпрессионные таблицы, которые используются в современных Декомпрессионных компьютерах
Также А. Бюльман является разработчиком газовых смесей, используя которые, в 1959 году Ханнес Келлер совершил погружение на 131 метр в Цюрихском озере. В 1962 году у острова Санта-Каталина, Калифорния, был установлен рекорд глубины погружения в 313 метров, продержавшийся 13 лет. Умер в 1994 году от сердечного приступа в возрасте 70 лет.